# Umberto Maglioli
Umberto Maglioli (5. červen 1928 Bioglio, Vercelli – 7. únor 1999 Monza) byl italský automobilový závodník, který se účastnil závodu sportovních vozů a monopostů formule 1. Absolvoval 10 grand prix Formule 1, kde debutoval 13. září 1953. Nejúspěšnější závodník Targa Florio, získal tři prvenství (1953, 1956 a 1968), jedno druhé (1969) a jedno třetí místo (1965).

## Biografie
Umbeto Maglioli se narodil 5. června 1928 v městečku Bioglio na úpatí biellských Alp. Od mládí se učil od Giovanni Bracca, který se narodil v nedaleké Bielle. Poprvé si vyzkoušel závodní vůz v roce 1948, pod dozorem svého učitele. O rok později již startuje ve formuli 2 s vozem Cisitalia D46, který je poháněný agregátem Fiat. Jedná se o závod v okolí jezera Garda na 2x 8 kol, vypsaný pro vozy formule 2. Umberto se do závodu nakonec neprobojoval, přes síto kvalifikace neprošli i mnohem slavnější jména té doby, Felice Bonetto, Hans Stuck či Maria Teresa de Filippis.
Více než monoposty jsou mu souzeny sportovní speciály, což prokázal již při svém premiérovém závodě sportovních vozů v Palermu. S vozem Lancia D20 zvítězil v absolutním pořadí. Ten rok zápolí nejen se soupeři, ale především s poruchovostí svých vozů, když nedokončil jubilejní 20. ročník slavného Mille Miglia. O měsíc později stojí již na své čtvrté Targa Florio, v roce 1948, při svém debutu, to se jelo ještě na velkém okruhu Giro di Sicilia, dojel s vozem Lancia Aprilia, osmý. Lancia Aurelia B20, kterou mu v továrně vyladili, běžela po okruhu Madonie, jak hodinky a mladý Umberto si počínal jako by zde závodil odjakživa. Byl již mezi prvními, když z trati vyjel zkušený Piero Taruffi a posléze odstoupil vítěz předešlého ročníku Felice Bonetto, cestu za vítězstvím mu nezmařila ani prudká bouřka. Teprve 25letý Maglioli vstoupil mezi legendy. Svou první účast v Le Mans, končí po 117 kolech, když ho zradila elektrika vozu Lancia D20, spolehlivost vozů Lancia měla vliv na jeho rozhodnuti odejít ke konkurenčnímu Ferrari. Enzo Ferrari mu otevřel nové možnosti a hlavně cestu do formule 1. První závod si odbyl v Itálii na Monze, kde Scuderia Ferrari slavila svůj již druhý titul a konkurovat Ascarimu, Farinovi, Villoresimu nebo Hawthornovi, navíc s vozem, který chtěl Enzo vyzkoušet pro nadcházející sezónu. Ferrari vládlo automobilovému sportu a umožnilo Magliolimu ochutnat z jeho slávy. Na 12hodinový závod do Pesary, připravilo Magliolimu vítězné Ferrari 4500 a stejně úspěšný vůz Ferrari 375 pro Guadalupu.
Enzo byl spokojený a prodloužil Umbertovi kontrakt až do konce roku 1955. Ale ještě v roce 1954 stihl mladý jezdec získat řadu vavřínů. Již v lednu odcestoval se Scuderii do Argentiny, k prvnímu závodu formule 1 Grand Prix Argentiny, kde Maglioli skončil na 9. místě. O týden později se na stejné trati jel závod na 1000 km a posádka vozu Ferrari 375MM Farina Maglioli nenechala nikoho na pochybách, že vítězství v Gran Premio di Puebla 1954, bylo věcí náhody. Velice úspěšné vozy Ferrari 375 a 750 dovezly Maglioliho k vítězství v Grand Prix Imoly, Grand Prix Supercortemaggiore, Circuito di Senigallia a Carrera Panamericana. Ve formuli 1 po devátém místě z úvodu sezóny, získává Umberto sedmé místo ve Švýcarsku a třetí místo v Itálii, kde musel vůz přenechat Gonzalezovi.
Rok 1955 zahájil třetím místem v Grand Prix Argentiny F1 a poprvé je úspěšný i na Mille Miglia, když nestačí jen na bezkonkurenční vozy Mercedes, Stirlinga Mosse a Juana Manuela Fangia. Vylepšená verze Ferrari 375 M dovezla Umberta k vítězství v Mugellu, v závodě Aosta – Gran San Bernardo a podruhé ve 12hodinovém závodě v Pecaře.
V roce 1956 se vydává na nesnadnou cestu, nechává bránu Maranella za sebou a míří do soukromých stájí, aby nakonec střídal tovární Maserati a Porsche. S vozem Porsche 1500 získává prvenství ve třídě na Nürburgringu při závodě na 1000 km v absolutním pořadí je čtvrtý. S vozem Porsche Spyder se vrací na Sicilii, aby tu podruhé triumfálně zvítězil. Maserati mu nabídlo návrat do formule 1, ale ani jeden ze tří závodu pro závadu na voze nedokončil. Grand Prix Itálie 1956 je proto jeho posledním závodem formule 1.
Ve snaze dobýt konečně vrchol na Mille Miglia, nastupuje s vozem Porsche proti značné přesile italských vozů, v závodě nakonec končí pátý s téměř hodinovou ztrátou na trojici vozů Ferrari. Mille Miglia roku 1957 byla ve stínu tragické smrti pilota Ferrari, Alfonsa de Portaga. Od tohoto okamžiku je Maglioli jak vyměněný, na trati se mu nedaří jde od týmu k týmu a do sezóny 1958 vůbec nenastoupí. V dalších letech se trápí s nevýraznými vozy. Průlom nastává v roce 1963, kdy se vrátil k Ferrari, na Targa Florio startuje ještě s Porsche a je sedmý. Ale na Nürburgringu a v Le Mans je s Ferrari pokaždé třetí.
Sezónu 1964 zahájil vítězstvím v závodě na 12 hodin Sebringu s vozem Ferrari 275P, na Targa Florio je šestý. V roce 1965 se v sicilském závodě dere o vítězství, ale závodu kralují Nino Vaccarella a Lorenzo Bandini, Maglioli je se svým Porsche třetí. Pro další roky začíná spolupráce s týmem Scuderia Brescia Corse, který připravuje vozy Ford GT40, se kterým se Maglioli spíše pere než získává další vavříny. Na ty si musí počkat do sezony 1968 a 1969, kdy na své oblíbené Targa Florio získává své třetí vítězství respektive druhé místo. Na Targa Florio se roku 1970 uzavírá i Maglioliho pestrá a úspěšná sportovní kariéra.
Umberto Maglioli zemřel 6. února 1999 v Monze, bylo mu 70 let.

## Kompletní výsledky ve F1
| Legenda k tabulce | Legenda k tabulce                                                                       |
| Barva             | Výsledek                                                                                |
| ----------------- | --------------------------------------------------------------------------------------- |
| Zlatá             | Vítěz                                                                                   |
| Stříbrná          | 2. místo                                                                                |
| Bronzová          | 3. místo                                                                                |
| Zelená            | Bodované umístění                                                                       |
| Modrá             | Nebodované umístění                                                                     |
| Modrá             | Dokončil neklasifikován (NC)                                                            |
| Fialová           | Odstoupil (Ret)                                                                         |
| Červená           | Nekvalifikoval se (DNQ)                                                                 |
| Červená           | Nepředkvalifikoval se (DNPQ)                                                            |
| Černá             | Diskvalifikován (DSQ)                                                                   |
| Bílá              | Nestartoval (DNS)                                                                       |
| Bílá              | Závod zrušen (C)                                                                        |
| Světle modrá      | Pouze trénoval (PO)                                                                     |
| Světle modrá      | Páteční testovací jezdec (TD)                                                           |
| Bez barvy         | Netrénoval (DNP)                                                                        |
| Bez barvy         | Vyřazen (EX)                                                                            |
| Bez barvy         | Nepřijel (DNA)                                                                          |
| Bez barvy         | Odvolal účast (WD)                                                                      |
| Bez barvy         | Nezúčastnil se (prázdné)                                                                |
| Označení          | Význam                                                                                  |
| Tučnost           | Pole position                                                                           |
| Kurzíva           | Nejrychlejší kolo                                                                       |
| †                 | Jezdec nedojel do cíle, ale byl klasifikován, protože odjel více než 90 % délky závodu. |
| ‡                 | Byl udělován poloviční počet bodů, protože bylo odjeto méně než 75 % délky závodu.      |
| Horní index       | Umístění bodujících jezdců ve sprintu                                                   |

| Rok  | Tým                       | Šasi             | Motor                | 1       | 2   | 3   | 4   | 5   | 6       | 7       | 8         | 9     | *   | Body |
| ---- | ------------------------- | ---------------- | -------------------- | ------- | --- | --- | --- | --- | ------- | ------- | --------- | ----- | --- | ---- |
| 1953 | Scuderia Ferrari          | Ferrari 553      | Ferrari 553 2.0 L4   | ARG     | 500 | NED | BEL | FRA | GBR     | GER     | SUI       | ITA 8 | NC  | 0    |
| 1954 | Scuderia Ferrari          | Ferrari 625      | Ferrari 107 2.5 L4   | ARG 9   | 500 | BEL | FRA | GBR | GER     |         | ITA 3 *   | ESP   | 18. | 2    |
| 1954 | Scuderia Ferrari          | Ferrari 553      | Ferrari 106 2.5 L4   |         |     |     |     |     |         | SUI 7   |           |       | 18. | 2    |
| 1955 | Scuderia Ferrari          | Ferrari 625      | Ferrari 107 2.5 L4   | ARG 3 † | MON | 500 | BEL | NED | GBR     |         |           |       | 21. | 1.33 |
| 1955 | Scuderia Ferrari          | Ferrari 555      | Ferrari 106 2.5 L4   |         |     |     |     |     |         | ITA 6   |           |       | 21. | 1.33 |
| 1956 | Scuderia Guastalla        | Maserati 250F    | Maserati 250F 2.5 L6 | ARG     | MON | 500 | BEL | FRA | GBR Ret |         |           |       | NC  | 0    |
| 1956 | Officine Alfieri Maserati | Maserati 250F    | Maserati 250F 2.5 L6 |         |     |     |     |     |         | GER Ret | ITA Ret ‡ |       | NC  | 0    |
| 1957 | Dr Ing F Porsche KG       | Porsche 550RS F2 | Porsche 547/3 1.5 B4 | ARG     | MON | 500 | FRA | GBR | GER Ret | PES     | ITA       |       | NC  | 0    |

* Střídal ho José Froilán González
† Střídal ho Giuseppe Farina a Maurice Trintignant
‡ Střídal ho Jean Behra

### Závody F1 nezapočítávané do MS
| Rok  | Grand Prix              | Okruh        | Vůz           | Pozice              | Výsledky |
| ---- | ----------------------- | ------------ | ------------- | ------------------- | -------- |
| 1954 | Grand Prix Buenos Aires | Buenos Aires | Ferrari 625   | 8. místo            | Výsledky |
| 1954 | Grand Prix Syracuse     | Syracuse     | Ferrari 625   | jako rezervní pilot | Výsledky |
| 1954 | International Trophy    | Silverstone  | Ferrari 625   | nedokončil          | Výsledky |
| 1954 | Grand Prix Bari         | Bari         | Ferrari 625   | 7. místo            | Výsledky |
| 1954 | Grand Prix Říma         | Castelfusano | Ferrari 625   | nepřipravený vůz    | Výsledky |
| 1954 | Grand Prix Pescary      | Pescara      | Ferrari 553   | nedokončil          | Výsledky |
| 1955 | Grand Prix Buenos Aires | Buenos Aires | Ferrari 625   | 11. místo           | Výsledky |
| 1957 | Grand Prix Neapole      | Posillipo    | Porsche RSK   | 8. místo            | Výsledky |
| 1957 | Grand Prix Reims        | Reims        | Maserati 250F | jako náhradní pilot | Výsledky |

## Kompletní výsledky v MS sportovních vozů
| Rok  | Závod                     | Šasi                     | Výsledky    |
| ---- | ------------------------- | ------------------------ | ----------- |
| 1953 | Mille Miglia 1953         | Lancia D20               | Odstoupil   |
| 1953 | 24 hodin Le Mans 1953     | Lancia D20               | Odstoupil   |
| 1953 | Targa Florio 1953         | Lancia Aurelia B20       | 1. místo    |
| 1953 | 24 hodin Spa 1953         | Ferrari 375MM            | Odstoupil   |
| 1953 | 1000 km Nürburgringu 1953 | Ferrari 375MM            | Nestartoval |
| 1953 | Carrera Panamericana 1953 | Ferrari 375MM            | Odstoupil   |
| 1954 | 1000 km Buenos Aires 1954 | Ferrari 375MM            | 1. místo    |
| 1954 | Mille Miglia 1954         | Ferrari 375 Plus         | odstoupil   |
| 1954 | Targa Florio 1954         | Ferrari 375 Plus         | odstoupil   |
| 1954 | 24 hodin Le Mans 1954     | Ferrari 375 Plus         | odstoupil   |
| 1954 | Carrera Panamericana 1954 | Ferrari 375 Plus         | 1. místo    |
| 1954 | Tourist Trophy 1954       | Ferrari 750 Monza        | 1. místo    |
| 1955 | 1000 km Buenos Aires 1955 | Ferrari 750 Monza        | Nestartoval |
| 1955 | 12 hodin Sebringu 1955    | Ferrari 750 Monza        | Odstoupil   |
| 1955 | Tourist Trophy 1955       | Ferrari 750 Monza        | 8. místo    |
| 1955 | Targa Florio 1955         | Ferrari 750 Monza        | Odstoupil   |
| 1955 | Mille Miglia 1955         | Ferrari 118LM Scaglietti | 3. místo    |
| 1955 | 24 hodin Le Mans 1955     | Ferrari 118LM Scaglietti | Odstoupil   |
| 1956 | Mille Miglia 1956         | OSCA MT4                 | Odstoupil   |
| 1956 | 1000 km Nürburgringu 1956 | Porsche 550RS            | 4. místo    |
| 1956 | 24 hodin Le Mans 1956     | Porsche 550RS            | Odstoupil   |
| 1956 | Swe                       | Maserati 300S            | Odstoupil   |
| 1957 | Mille Miglia 1957         | Porsche 550RS            | 5. místo    |
| 1957 | 1000 km Nürburgringu 1957 | Porsche 550RS            | 4. místo    |
| 1957 | 24 hodin Le Mans 1957     | Porsche 718RSK           | Odstoupil   |
| 1959 | Targa Florio 1959         | Porsche 718RSK           | Odstoupil   |
| 1959 | 1000 km Nürburgringu 1959 | Porsche 718RSK           | 4. místo    |
| 1959 | 24 hodin Le Mans 1959     | Porsche 718RSK           | Odstoupil   |
| 1959 | Tourist Trophy 1959       | Porsche 718RSK           | 12. místo   |
| 1960 | Targa Florio 1960         | Maserati Tipo 61         | Odstoupil   |
| 1960 | 1000 km Nürburgringu 1960 | Maserati Tipo 61         | 5. místo    |
| 1961 | Targa Florio 1961         | Maserati Tipo 63         | 5. místo    |
| 1961 | 1000 km Nürburgringu 1961 | Maserati Tipo 63         | Odstoupil   |
| 1962 | Targa Florio 1962         | Porsche 718RSK           | Odstoupil   |
| 1962 | 1000 km Nürburgringu 1962 | Ferrari 250 GTO          | Odstoupil   |
| 1963 | Targa Florio 1963         | Porsche 718WRS           | 7. místo    |
| 1963 | 1000 km Nürburgringu 1963 | Ferrari 250 TR 61        | 3. místo    |
| 1963 | 24 hodin Le Mans 1963     | Ferrari 250 P            | 3. místo    |
| 1964 | Targa Florio 1964         | Porsche 904/8            | 6. místo    |
| 1964 | 12 hodin Sebringu 1964    | Ferrari 275 P            | 1. místo    |
| 1964 | 1000 km Nürburgringu 1964 | Ferrari 250 LM           | Nedokončil  |
| 1964 | 24 hodin Le Mans 1964     | Ferrari 275 P            | Nedokončil  |
| 1965 | 12 hodin Sebringu 1965    | Ferrari 275 P            | 8. místo    |
| 1965 | 1000 km Monzy 1965        | Ford GT40                | Nedokončil  |
| 1965 | Targa Florio 1965         | Porsche 904/6            | 3. místo    |
| 1965 | 1000 km Nürburgringu 1965 | Porsche 904/6            | 5. místo    |
| 1966 | Targa Florio 1966         | Porsche 906              | 5. místo    |
| 1967 | 24 hodin Daytony 1967     | Ford GT40                | Nedokončil  |
| 1967 | 12 hodin Sebringu 1967    | Ford GT40                | 5. místo    |
| 1967 | Targa Florio 1967         | Porsche 910/6            | Nedokončil  |
| 1967 | 24 hodin Le Mans 1967     | Ford GT40                | Nedokončil  |
| 1967 | 12 hodin Reims 1967       | Ford GT40                | Nedokončil  |
| 1967 | 500 km Zeltwegu 1967      | Ford GT40                | 3. místo    |
| 1967 | Donaupokalrennen 1967     | Ford GT40                | Nedokončil  |
| 1967 | Preis von Tirol 1967      | Ford GT40                | 4. místo    |
| 1967 | 1000 km Paříže 1967       | Ford GT40                | Nedokončil  |
| 1968 | 24 hodin Le Mans 1968     | Chevrolet Corvette       | Nedokončil  |
| 1968 | Targa Florio 1968         | Porsche 907              | 1. místo    |
| 1969 | 24 hodin Daytony 1969     | Ferrari 250 LM           | Nedokončil  |
| 1969 | Targa Florio 1969         | Porsche 908/02           | 2. místo    |
| 1970 | Targa Florio 1970         | Alfa Romeo T33/3         | Nedokončil  |